# Garcinia mangostana
Garcinia mangostana, anomenat en català mangostaner (i el seu fruit mangostà), és un arbre tropical perenne originari de les Illes de la Sonda i les Illes Moluques. L'arbre creix de 7 a 25 m d'alçària, té la capçada molt densa i sempervirent, amb les fulles oposades, grans i amb nervadura central, de forma entre el·líptica i ovalada i l'àpex acuminat i curt. El seu fruit, el mangostà, és comestible i té una escorça de color porpra vermellós fosc quan madura. La carn comestible es pot descriure com dolça i agra, amb sabor cítric i gust i textura de préssec. El mangostà està estretament relacionat amb altres fruites tropicals comestibles, com el mangostà botó i el mangostà gota de llimona. Botànicament, no té cap relació amb el mango.

## Cultiu

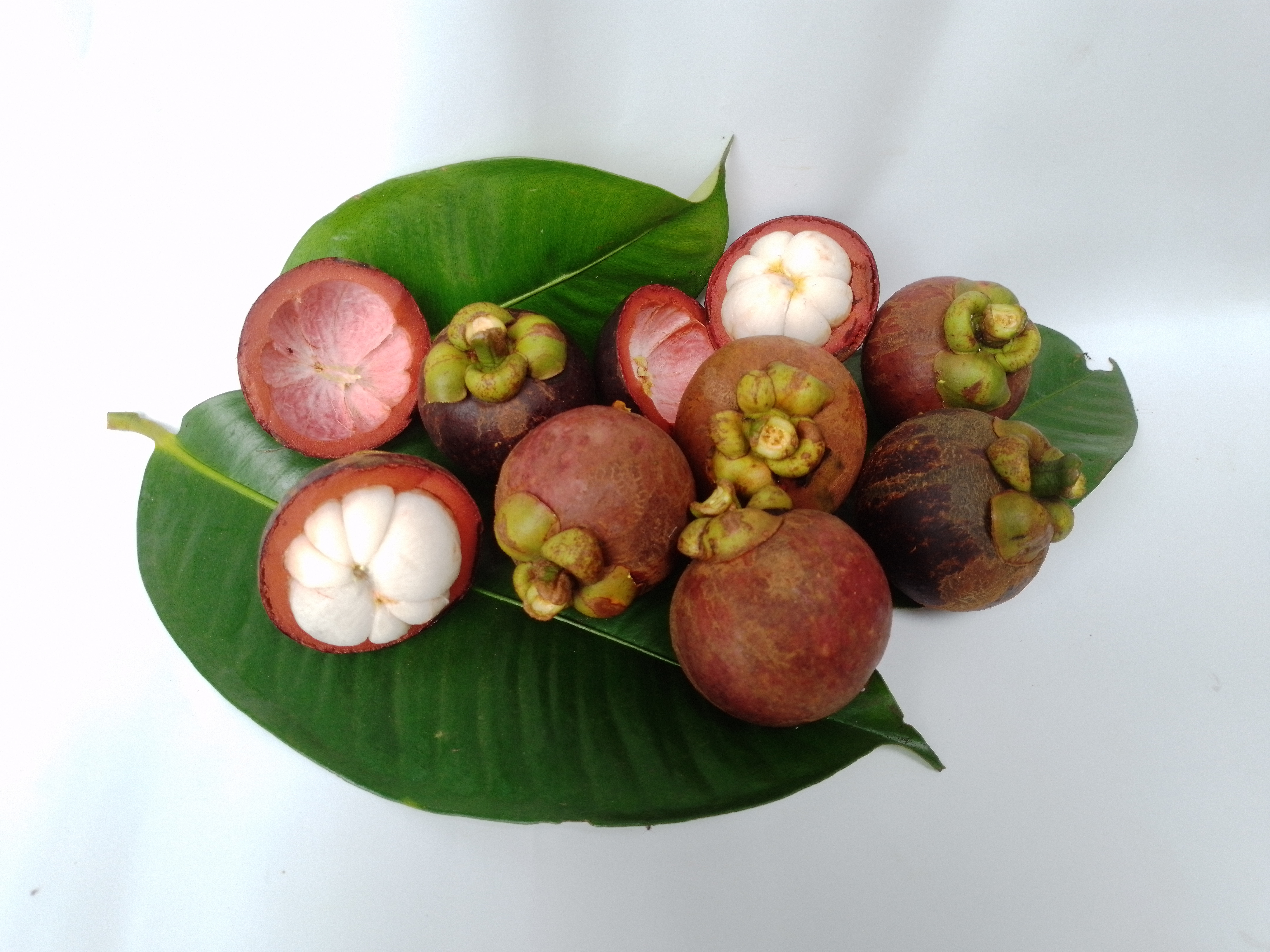

És un arbre exclusivament tropical, només pot créixer en condicions de calor, exposicions a temperatures per sota de 4 °C generalment mataran una planta madura.
Són països productors la Xina, Sri Lanka, Tailàndia, Borneo, Filipines, Guinea, Brasil, Malàisia, Madagascar i altres Països Asiàtics i Americans. En l'actualitat la demanda d'aquesta fruita a Europa s'ha incrementat, arribant a considerar-se com un dels cultius més importants pel seu alt consum. No s'han identificat varietats però si s'han fet distincions en funció de la mida del fruit, grau d'acidesa i sabor. Els grocs són més fàcils de conrear que els morats, però, els grocs tendeixen a ser més amargs. Hi ha més de 200 diferents espècies de mangostà amb una diferència de pes considerable, ja que hi ha fruits que poden assolir fins als 1,000 grams.
El mangostà no es troba normalment disponible al públic. Com a resultat d'exportacions des de les seves regions normals de creixement al Sud-est asiàtic, la fruita fresca està disponible en alguns mercats molt especialitzats, però rarament es pot comprar en supermercats de Nord Amèrica i Europa.

## Propietats nutrients i medicinals
El mangostà és un dels fruits que forma part d'una categoria emergent d'aliments funcionals, de vegades anomenats Súper fruits que presumeixen de tenir propietats nutrients i antioxidants que redueixen el risc de malalties.
El mangostà porta uns antioxidants anomenats xantones, que segons alguns, poden ser bons per combatre malalties degeneratives. Altres autors creuen que alguns components poden produir efectes no desitjats, si es pren en grans quantitats. Se li atribueixen propietats beneficioses com ser anticancerós, antiinflamatori, antimicrobià, i ajuda a disminuir el colesterol gràcies al seu gran nombre de xantones que es troben en el fruit i en especial dins la pell.